# 陈霸先
陳武帝陈霸先（503年—559年），字兴国，小字法生，吴兴郡长城县（今浙江长兴）人，南北朝時代陳朝開國皇帝。557年接受梁敬帝萧方智的禪位建立陳朝，557年－559年在位。死後廟號高祖，諡號武皇帝。

## 生平

### 早期生涯
梁武帝天监二年（503年）出生，自幼家境贫寒，却好读兵书。初仕乡为里司，后到建康为油库吏，之后又为新渝縣侯萧暎传教（傳令吏）。当时，萧暎是广州刺史，于是陈霸先随萧暎来到广州，任中直兵参军。因陈霸先平乱有功，被提任为西江督护，很快又因平交州李賁之乱有功，封为交州司马兼领武平太守（越南永福省永安市附近），后任振远将军、高要郡太守。梁武帝萧衍授予陳霸先直阁将军一职，封号新安子。

### 侯景之乱
侯景叛乱，陈霸先于梁大宝元年（550年）正月，在始兴（今广东韶关）起兵讨侯景，次年与征东将军王僧辩会合共进。天正二年（552年）三月，领军围石头城（在今南京），大败侯景。因功授征虏将军、开府仪同三司，封司空，领扬州刺史，镇京口（今江苏镇江）。

### 立帝之爭
梁承圣三年（554年），西魏與南梁發生江陵之戰，梁元帝被杀。陈霸先与王僧辩请晋安王萧方智以太宰承制，又遣长史谢哲奉笺劝进，晋安王入居朝堂，称梁王。承圣四年（555年），王僧辩屈事北齐，迎立北齐扶植的萧渊明为梁帝，陈霸先苦劝无效，遂诛王僧辩，立萧方智为帝。后又击退北齐的南下侵略，剷平了王僧辩餘党的反抗，晋封陈公，受九锡。
王僧辩的部下王琳得知陈霸先立萧方智为帝，並不服氣，太平二年五月，進攻陈霸先。六月。陈霸先命平西将军周文育、平南将军侯安都等征讨王琳。侯安都至沌口（今武昌）与王琳对峙多日，侯安都军大败。陈霸先再派遣侯瑱、徐度進攻王琳，再派谢哲調解。八月，王琳退军湘州（今湖南长沙），陈霸先以大軍進驻大雷（今安徽望江），同年十月，陳霸先因此功晉爵陳王。雙方再度對峙，直到陈霸先病逝。

### 建立陈朝

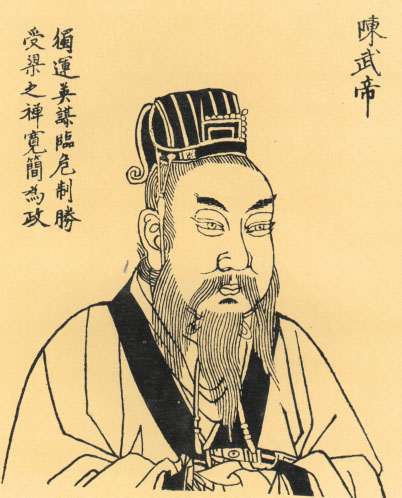
陈霸先

梁太平二年（557年）梁敬帝萧方智禅位，陈霸先代梁称帝建立陈朝，史稱南陳。陳朝疆域從江南到嶺南數省。王琳也立永嘉王萧庄，称帝于荆州。陈永定三年（559年）六月十二日，陳霸先生病，同月二十一日病逝。因唯一在世亲子陈昌被北周扣留，遗诏追兄子临川王陳蒨入纂，是為陳文帝。八月甲午，群臣上谥号曰武皇帝，庙号高祖。丙申，葬万安陵（在今南京市江宁区）。隋滅陳後，王僧辯之子王頒是隋军大将，为报父仇，掘陳霸先之墓，挖出骨骸，焚化成灰水喝進肚裡。

## 評價
在位僅二年，卻是魏晉南北朝時期中尤其南朝方面十分難得的英明君主，其個性节俭樸素，“常膳不过数品，私宴用瓦器、蚌盘，肴核充事而已；后宫无金翠之饰，不设女乐”。在政治上宽政廉平，爱育为本，恒崇宽政，不行株连，怀柔攻心，诚贯天下。疆域有江表、沅湘、嶺南等地區。在经济上，穩定保持了江南的發展。
- 南陳的吏部尚書姚察在陳亡被俘到隋朝後，為隋文帝撰寫陳朝歷史，仍認為陳霸先「英略大度，應變無方，」與漢高祖劉邦、魏武帝曹操一樣同屬偉人（《陳書》卷一：英略大度，應變無方，蓋漢高、魏武之亞矣）。
- 唐散騎常侍姚思廉（557年－637年），字簡之，自幼習史，父親是南陳的末任吏部尚書姚察。姚思廉曾任隋朝代王楊侑侍讀。唐朝李淵稱帝後，為李世民秦王府文學館學士。自玄武門之變，進任太子洗馬。貞觀初年，又任著作郎，「十八學士」之一。官至散騎常侍，受命與魏徵同修梁陳二史。貞觀十年（636年），成《梁書》（50卷）《陳書》（30卷），為二十四史之一。他評價陳霸先「智以綏物、武以寧亂、英謀獨運、人皆莫及」。
- 唐鄭國文貞公魏徵（580年－643年2月11日），字玄成，唐朝貞觀時諫臣，曾是《隋書》、《周書》、《北齊書》、《梁書》、《陳書》五部史書的總監修官。魏徵認為陳霸先效命舊王朝，立下豐功偉績，功勳不下曹操、劉裕；三分天下，能夠「決機百勝」，雄豪無愧劉備、孫權（高祖拔起壟畝，有雄桀之姿。始佐下藩，奮英奇之略。魏王之延漢鼎祚，宋武之反晉乘輿，懋績鴻勳，無以尚也。決機百勝，成此三分，方諸鼎峙之雄，足以無慚權、備矣）。[1]
- 唐朝大史學家李延壽評價：用「雄武英略」、「性甚仁愛」、「恆崇寬簡」、「彌厲恭儉」 來稱讚陳霸先一生[2]。
- 北宋《資治通鑒》編撰者司馬光用「臨戎制勝，英謀獨運」、「為政務崇寬簡」、「性儉素」等語言分別概括了陳霸先治軍、從政、為人的鮮明個性。
- 明朝南京太僕寺丞歸有光評價：「恭儉勤勞，志度弘遠，江左諸帝，號為最賢」、「赫赫陳祖，大業光燦。寂寞沛鄉，吾茲感歎」[3]。
- 中國共產黨中央委員會主席毛澤東說他欣賞的是陳霸先南征北戰所使用的戰術。毛澤東在晚年時曾要求人們讀讀《陳書》，瞭解陳霸先的身世經歷。
- 中華民國作者柏楊在他的一本名為《中國人史綱》的出版品中評道：「陳帝國是南北朝唯一沒有出過暴君的政權。」

### 圣井铭并叙碑
隆庆元年（1567年），长兴县令归有光撰写《圣井铭并叙碑》，由县丞吴承恩亲笔书写，刻石立碑，原置于陈霸先出生地圣井旁，现藏于长兴博物馆。

## 廟庭
《陳書》記載高祖廟以下配享臣子：
- 天嘉年間，故大司馬、驃騎大將軍侯瑱，故司空周文育，故平北將軍、開府儀同三司杜僧明，故中護軍胡穎，故領軍將軍陳擬，故護軍將軍周鐵虎先後配食。[4]
- 太建四年九月，故太尉徐度、儀同杜稜、儀同程靈洗配食。[5]
- 陳後主朝，故中領軍蔡景歷配食。[6]

## 家族

### 父母
- 陳文贊，追尊為太祖景皇帝
- 董氏，安皇后，陳文讚之妻，陳武帝之母

### 皇后
- 昭皇后錢氏。
- 宣皇后章氏，名章要儿。

### 亲生子女
- 陳克，孝懷太子，昭皇后之子，早夭[7]
- 陳立，豫章獻王，早夭[8]
- 陳權，長沙思王，早夭
- 陳昌，衡阳獻王，宣皇后之子
- 永世公主
- 會稽穆公主

### 嗣子
- 陈文帝陈蒨[9][10][11][12][13]

## 影視形象
- 2020年电视剧《女世子》：郑国霖饰陈霸先

## 延伸阅读
[在维基数据编辑]
 《陳書·卷1》，出自姚思廉《陳書》
 《陳書·卷2》，出自姚思廉《陳書》
 《南史·卷09》，出自李延壽《南史》
 在维基共享资源阅览影像